# Andreas Baesler
Andreas Baesler (* 1960 in Cuxhaven) ist ein deutscher Musiktheater- und Schauspielregisseur.

## Leben
Nach einem Studium der Publizistik und Deutschen Literatur an der Westfälischen Wilhelms-Universität Münster absolvierte Baesler die Regieklasse der Folkwangschule in Essen, die er 1985 verließ, um als Hospitant und später als Assistent an die Münchner Kammerspiele zu wechseln.
Baesler arbeitete als Spielleiter von 1987 bis 1989 am Stadttheater Ulm und von 1990 bis 1993 an der Brüsseler Nationaloper „La Monnaie“ unter der Direktion von Gerard Mortier, wo er als Assistent von Herbert Wernicke, Karl-Ernst und Ursel Hermann, sowie Peter Mussbach tätig war. Es folgten Engagements als freier Regisseur, als Direktoriumsmitglied des Luzerner Theaters (1996–1999), als Operndirektor am Volkstheater Rostock (2000–2002), sowie  als Chefregisseur am Musiktheater im Revier in Gelsenkirchen (2004–2008).
Baesler hat seit 1982 etwa 170 Inszenierungen im Musik- und Sprechtheater, darunter eine Reihe von Ur- und Erstaufführungen geschaffen.
Er war als Gast tätig, an der Hamburgischen Staatsoper, dem Nationaltheater Mannheim, dem Aalto-Theater in Essen, den Staatstheatern Nürnberg, Braunschweig, Schwerin, Meiningen und Oldenburg, den Opernhäusern von Frankfurt/M., Augsburg, Erfurt, Freiburg, Krefeld, Kaiserslautern, Regensburg, Münster und Weimar, den österreichischen Landestheatern in Innsbruck und Linz, dem Theater Klagenfurt, der Opéra de Nancy, der Opéra du Rhin Strasbourg, dem Théâtre du Capitole Toulouse, dem Grand Théâtre de la Ville und dem Théâtre des Capucins in Luxembourg, dem Teatro Liríco Nacional de Cuba in Havanna, dem Teatro Lírico de Holguín, Opera Panamá sowie der Canadian Opera Company in Toronto.
Außerdem inszenierte Baesler bei der RuhrTriennale, den Internationalen Musikfestwochen Luzern, den Gluck-Festspielen Nürnberg, den Opernfestspielen Heidenheim, Musik&Theater Saar, dem Fest für Alte Musik Köln Zamus, im Weltkulturerbe Völklinger Hütte sowie für Auslandsprojekte des Goethe-Institutes.
Seit März 2016 bekleidet Andreas Baesler eine Professur an der Hochschule für Musik und Darstellende Kunst Mannheim. Seit 2017 leitet er dort das Institut für Musiktheater und die Opernschule. Seit 2023 ist er Mitglied des Hochschulrates.

## Auszeichnungen
Andreas Baesler erhielt in der Spielzeit 2005/2006 den Theater Oscar der Rheinischen Post als Publikumspreis für die beste Musiktheater-Produktion "Tod in Venedig" (von Benjamin Britten). In der Spielzeit 2006/2007 wurde ihm der Gelsenkirchener Theaterpreis für sein Wirken als Chefregisseur am Musiktheater im Revier verliehen. Baeslers Inszenierung von "Die tote Stadt" am Landestheater Linz wurde 2024 als eine von drei Produktionen für den Österreichischen Musiktheaterpreis nominiert.